# Aleš Vodseďálek
Aleš Vodseďálek (* 5. března 1985 Jilemnice) je bývalý český sdruženář, který závodil v letech 2002–2014.
Startoval na Zimních olympijských hrách 2006 a 2010, jeho nejlepším individuálním umístěním je 34. místo ze závodu s velkým můstkem ve Vancouveru 2010. Na týchž hrách pomohl českému týmu k osmému místu v závodě družstev. Účastnil se světových šampionátů, nejlépe byl šestý v závodě družstev na MS 2009.